# Yahya ben al-Qasim
Pour les articles homonymes, voir Yahya.
Yahyâ ben al-Qâsim ben Idriss (berbère : ⵢⴰⵃⵢⴰ ⵓ ⵍⵇⵙⵎ ⵓ ⴷⵔⵉⵙ ; arabe : يحي بن القاسم بن إدريس) succéde à `Ali ben `Umar comme sultan idrisside en 883 sous le nom de Yahya III. Il meurt en 904.

## Biographie
Yahya III succède à son oncle Ali ben Umar en 883.
À sa mort en 904 c'est à un de ses cousins, fils d'Ali ben Umar, que revient le pouvoir sous le nom de Yahya IV : Yahya ben Idris ben Umar.
.

## Source

### Livres
- Charles-André Julien, Histoire de l'Afrique du Nord, des origines à 1830, édition originale 1931, réédition Payot, Paris, 1994

### Sites Internet
- Site Internet en arabe.